# Pour It Up
"Pour It Up" là một bài hát của nghệ sĩ thu âm người Barbados Rihanna, được trích từ album phòng thu thứ 7 của cô ấy, Unapologetic (2012). Nó được chính thức phát trên các đài phát thanh Hoa Kỳ vào ngày 8 tháng 1 năm 2013 như là đĩa đơn chính thức thứ hai tại đây và là đĩa đơn thứ ba trong tổng các đĩa đơn của album. "Pour It Up" được sáng tác và sản xuất bởi Michael Williams và người đồng sản xuất J-Bo. Bài hát là một ca khúc hiphop dùng trong các câu lạc bộ với nhịp độ chậm rãi. Về phần lời, Rihanna khoe khoang sự giàu có của mình vào lời bài hát và nó đồng thời như là tuyên bố độc lập của các câu lạc bộ thoát y ở Mỹ.
"Pour It Up" nhận được những phản ứng trái chiều từ các nhà phê bình, một số cho rằng nó là một điểm nhấn trong album Unapologetic, số khác thì cho rằng album này không phải chỗ của nó. Sau khi phát hành "Pour It Up" tại thị trường Hoa Kỳ thì bài hát có mặt tại Billboard Hot 100 tuần đầu ở vị trí 90 và leo lên được vị trí 19. Nó trở thành bài hát thứ hai của Rihanna quán quân tại Hot R&B/Hip-Hop Airplay và vươn lên vị trí 6 tại Hot R&B/Hip-Hop Songs.
Rihanna cũng biểu diễn bài hát trong tour diễn thế giới thứ năm của cô, Diamonds World Tour. Bản phối lại (remix) chính thức của nó được phát hành vào ngày 20 tháng 3 năm 2013 với sự góp giọng của nhiều rapper khác như Young Jeezy, T.I., Rick Ross và Juicy J. Rihanna đã có một khóa học múa cột từ Nicole Williams trước khi cô bắt đầu bấm máy video âm nhạc cho bài hát.

## Bối cảnh và sản xuất
Rihanna bắt đầu làm việc với "những âm thanh mới" cho album phòng thu thứ 7 của cô từ tháng 3 năm 2013, mặc dù khi đó cô vẫn chưa bắt đầu tiến hành ghi âm. Ngày 12 tháng 9 năm 2012, Def Jam France công bố thông qua tài khoản Twitter của Rihanna rằng sẽ có một đĩa đơn mới được phát hành vào tuần tới và album phòng thu thứ 7 của cô ấy dự kiến sẽ phát hành vào tháng 11 năm 2012. Tuy nhiên dòng tweet này chỉ tồn tại trong một thời gian ngắn trước khi nó bị xóa đi và được thay thế bằng một thông báo khác: "Thêm nhiều thông tin nữa sẽ được bật mí vào ngày mai, Thứ 5 ngày 13 tháng 9". Thông qua tài khoản Twitter cá nhân của mình thì Rihanna đã tung hàng loạt tweet giới thiệu về album phòng thu thứ 7 này.
"Pour It Up" được sáng tác bởi Rihanna với sự đồng hỗ trợ của Michael Williams, Justin Garner và Theron Thomas & Timothy Thomas (Planet VI). Bài hát được sản xuất bởi Williams hay còn được biết đến nhiều hơn qua tên Mike WiLL Made It, đồng sản xuất cùng anh còn có J-Bo đến từ công ty Eardrummer Ent. Williams trả lời trong một cuộc phỏng vấn với MTV rằng anh ấy đã sản xuất khá nhiều bài hát cho Rihanna trong album Unapologetic. Anh đã gửi ba bài hát trong đó có "Pour It Up" vào trong danh sách bài hát của album; anh giải thích "Tôi biết họ đang thực sự muốn tìm thấy ở tôi những gì. Đó là lý do tại sao họ gọi tôi tới đây, và tôi đưa cho họ những đĩa nhạc như thế..." "Pour It Up" được phát hành chính thức trên các đài phát thanh đô thị ở Hoa Kỳ vào ngày 8 tháng 1 năm 2013 như là đĩa đơn thứ 2 tại đây sau "Diamonds". Ba tháng sau, sau sự thành công của bài hát thì nó được chính thức phát sóng trên sóng radio quốc gia vào ngày 9 tháng 4.

## Sáng tác
"Pour It Up" là một bài hát dùng trong các câu lạc bộ, với giai điệu hiphop chậm. Ca từ của nó như là tuyên ngôn đập lộc của các câu lạc bộ thoát y ở Mỹ, là sự khoe khoang sự giàu có của Rihanna với những hóa đơn tính bằng dollar của cô ấy, hay sự say rượu. Trong một phân đoạn của bài hát có thể nghe thấy một sự tự hào của Rihanna về sự giàu có của cô, cô có thể chi trả $100 cho một đêm tại câu lạc bộ thoát y và không cần một người bạn nào hết. Rihanna tuyên bố "All I see is signs, all I see is dollar signs,"; và cô hát đoạn "Throw it up / throw it up / watch it all fall out / Pour it up / Pour it up / That's how we ball out," trong một giai điệu như thôi miên và trong tiếng vỗ tay. Giọng hát của Rihanna nằm trong khoảng từ nốt thấp nhất F♯3 đến nốt cao nhất A4.

## Đánh giá phê bình
"Pour It Up" nhận được những phản ứng trái chiều từ các nhà phê bình âm nhạc. Andy Kellman của Allmusic gọi nó là bản nhạc mang đầy tính thuyết phục, nói rằng "Cô ấy (Rihanna) ở giai đoạn tuyệt nhất khi cô ấy phô trương bản thân". Kellman cũng lưu ý rằng "Pour It Up" là "sự kết hợp gây bùng nổ của Mike Will"; đồng thời cũng ca ngợi "tật nói xấu của Rihanna" và viết rằng "nó là một cái gì khác biệt". Alex Macpherson của Fact viết rằng qua "Pour It Up" thấy được Rihanna đi ngang qua sự khinh bỉ và sự sợ hãi với sự trống trải của cô ấy và sự tập trung không ngừng của mình. Caryn Ganz của Spin thì lại gọi bài hát là "sự ủ rũ và không rõ ràng". Andrew Hampp của Billboard gọi nó là một sự gợi cảm không thể cưỡng lại, lá sản phẩm của Mike WiLL - nhà sản xuất những quả bom cho những quý cô.
Jessica Hopper của Pitchfork Media thì có những đánh giá khác nhau, viết rằng "trong 'Pour It Up' có những âm thanh là sự luân phiên hoán đổi giữa thanh điệu robot viễn tưởng với thanh điệu gây mê". Dan Martin của NME chỉ trích bài hát là "giết chết tâm trạng người nghe" và là phiên bản "In Da Club vớ vẩn". Philip Matusavage của MusicOMH có những đánh giá tiêu cực khi nhận xét "bài hát là sự biểu hiện cảm xúc riêng trong album và tôi gọi đó là sự kiêu căng, kiêu ngạo", trong khi đó Randall Roberts của Los Angeles Times gọi nó là "một bài hát gây buồn nôn". Sarah H. Grant của Consequence of Sound cho rằng "Sự sôi nổi của thời kỳ bùng nổ Good Girl Gone Bad đã bị thất lạc ở một nơi vô vọng" và "'Pour It Up' là một ví dụ điển hình cho sự mất tích đó".
Tuy nhiên nhà phê bình nghệ thuật Camille Paglia lại ca ngợi bài hát trong một cuộc phỏng vấn vào tháng 8 năm 2013; rằng "trong năm qua, chỉ duy nhất một điều gây nên sự nhiệt tình trong tôi và đã cho tôi hy vọng vào sự hồi sinh của nghệ thuật nhạc pop đó là 'Pour It Up' của Rihanna, trong đó sử dụng những hình ảnh của câu lạc bộ thoát y như một phép ẩn dụ ảo giác cho một cuộc khủng hoảng bản sắc về tình dục và vật chất".

## Diễn biến xếp hạng
Sau khi phát hành Unapologetic, "Pour It Up" đã tiến vào French Singles Chart ở vị trí 191. Ba tháng sau, bài hát trở lại bảng xếp hạng tại vị trí 199 vào ngày 23 tháng 3 năm 2013 và leo lên vị trí 102 ở tuần tiếp theo. Bài hát có mặt tuần đầu tiên ở vị trí 90 tại Billboard Hot 100 vào ngày 19 tháng 1 năm 2013 trước khi vươn lên được vị trí 19. Vào ngày 2 tháng 3 năm 2013, "Pour It Up" đạt vị trí quán quân tại US Hot R&B/Hip-Hop Airplay, trở thành bài hát thứ hai của Rihanna quán quân trong tổng số 30 bài của cô lọt được vào bảng xếp hạng này; và nó giữ vị trí này trong vòng 5 tuần liên tiếp. Bài hát cũng đạt hạng 6 tại US Hot R&B/Hip-Hop Songs. Đến tháng 5 năm 2013, "Pour It Up" bán được trên 1.000.000 bản tính riêng tại thị trường Hoa Kỳ. Tại Vương Quốc Anh sau 9 tuần có mặt tại UK Singles Chart nó đạt vị trí 40 vào ngày 30 tháng 3 năm 2013, và vươn lên được vị trí 22 trong tuần kế tiếp.

## Video âm nhạc
Video âm nhạc chính thức cho "Pour It Up" được bấm máy vào tháng 5 năm 2013. Vào tháng 9 năm 2013, đạo diễn Vincent Haycock đã tweet trên Twitter rằng ông không còn tham gia vào dự án này nữa vì những khác biệt về sự sáng tạo giữa ông và Rihanna; rằng: "Người hâm mộ của Rihanna à, tôi không còn dính dáng gí đến video #pouritup nữa. Tôi đã rút lui khỏi dự án này rồi vì quan điểm 2 bên quá khác nhau. Đừng có nhắc đến tôi nữa". Sau đó Rihanna cũng đã phản hồi lại: "Chỉ cần lấy tên của bạn ra khỏi dự án này. Bất cứ điều gì là vấn đề của bạn thì cũng hãy đẩy người hâm mộ của tôi ra khỏi đó". Cùng tháng đó, Rihanna đã cho đăng tải lên mạng những tấm hình đằng sau hậu trường video và nói rằng video sẽ được ra mắt vào tháng 10 năm 2013. Nữ ca sĩ đã "cảnh báo" với các người hâm mộ trước khi coi video: "Nó sẽ cực gợi cảm và đó là điều tạo nên điểm nhấn cho video này". Video âm nhạc chính thức được đăng tải lên kênh Youtube chính thức của Rihanna vào ngày 2 tháng 10 năm 2013 nhưng nó đã bị ngưng trệ 30 phút sau khi phát hành. Sau đó thì video cũng được đăng tải lên kênh VEVO chính thức của Rihanna.
Rolling Stone nhận xét video bài hát là không phải là nghệ thuật đỉnh cao phù hợp với những câu lạc bộ thoát y xa hoa được nhắc đến trong bài hát. HitFix đánh giá video bài hát bằng điểm D, "một video có ánh sáng lờ mờ như như bức ảnh được chụp cho tạp chí Playboy và nó gần như phục vụ cho mục đích rất giống nhau của những chàng trai và đàn ông khi xem nó. Và tất cả chúng ta phải thú nhận một điều rằng chúng ta phải cúi xuống và công nhận và nói khéo léo về những phương thức mà cô ấy phô diễn cơ thể của mình một cách mạnh mẽ".
Sau khi phát hành video âm nhạc cho "Pour It Up" thì sản phẩm này đã lập tức gây ra một cuộc chiến giữa những người hâm mộ của Rihanna và những người hâm mộ của Miley Cyrus trên YouTube. Bởi vì khi Miley tung video âm nhạc cho bài hát "Wrecking Ball" thì cô đã bị công chúng chỉ trích và ném đá vì có những hình ảnh, hành động quá gợi cảm trong video; trong khi đó Rihanna lại không bị chỉ trích mặc dù Rihanna không hoàn toàn khỏa thân nhưng hình ảnh của cô với bộ bikini cách điệu được bằng kim cương cùng những tư thế khó đỡ: twerking dưới nước, múa cột... còn khiêu khích gấp trăm lần Miley trong "Wrecking Ball".

## Biểu diễn trực tiếp
"Pour It Up" nằm trong danh sách bài hát được Rihanna biểu diễn trong tour Diamonds World Tour.

## Bản phối lại và cover
Ngày 24 tháng 1 năm 2013, phiên bản phối lại của "Pour It Up" được phát hành bởi rapper Trina. Ngày 4 tháng 2 năm 2013, rapper người Mỹ Lil Kim đã cover lại "Pour It Up" với bạn trai của cô là Mr.Papes. Ngày 6 tháng 3 năm 2013, rapper French Montana và Chinx Drugz cũng cho phát hành bản cover của bài hát. Redlight và Seb Chew cũng đã cho phối lại bài hát với một tên mới là "Pour It Zero's". Cặp nghệ sĩ hiphop người Nigeria, Young Paperboyz, cũng cho ra mắt phiên bản phối lại của họ cho "Pour It Up". Rapper người Ý Jesto kết hợp cùng Briga và Killa Cali phối lại bài hát theo phiên bản Tiếng Ý với tên gọi "Fatti l'uno x l'altra".

## Bảng xếp hạng

### Xếp hạng tuần
| Bảng xếp hạng (2013)                     | Vị trí cao nhất |
| ---------------------------------------- | --------------- |
| Úc (ARIA)                                | 55              |
| Bỉ (Ultratip Flanders)                   | 18              |
| Bỉ (Ultratip Wallonia)                   | 17              |
| Canada (Canadian Hot 100)                | 49              |
| Cộng hòa Séc (Rádio Top 100)             | 75              |
| Pháp (SNEP)                              | 81              |
| Ireland (IRMA)                           | 56              |
| Anh Quốc R&B (OCC)                       | 8               |
| Hoa Kỳ Billboard Hot 100                 | 19              |
| Hoa Kỳ Dance Club Songs (Billboard)      | 29              |
| Hoa Kỳ Hot R&B/Hip-Hop Songs (Billboard) | 6               |

### Xếp hạng cuối năm
| Bảng xếp hạng (2013) | Vị trí xếp hạng |
| -------------------- | --------------- |
| US Billboard Hot 100 | 70              |

## Lịch sử phát hành
- Sách: Unapologetic

| Quốc gia       | Ngày phát hành           | Kiểu phát hành          | Hãng đĩa |
| -------------- | ------------------------ | ----------------------- | -------- |
| Hoa Kỳ         | Ngày 8 tháng 1 năm 2013  | Đài phát thanh đô thị   | Def Jam  |
| Vương Quốc Anh | Ngày 3 tháng 4 năm 2013  | Đài phát thanh quốc gia | Def Jam  |
| Hoa Kỳ         | Ngày 9 tháng 4 năm 2013  | Đài phát thanh quốc gia | Def Jam  |
| Vương Quốc Anh | Ngày 18 tháng 1 năm 2013 | Đài phát thanh đô thị   | Def Jam  |